# Cantón de Marquion
El cantón de Marquion era una división administrativa francesa, que estaba situada en el departamento de Paso de Calais y la región de Norte-Paso de Calais.

## Composición
El cantón estaba formado por diecisiete comunas:
- Baralle
- Bourlon
- Buissy
- Écourt-Saint-Quentin
- Épinoy
- Graincourt-lès-Havrincourt
- Inchy-en-Artois
- Lagnicourt-Marcel
- Marquion
- Oisy-le-Verger
- Palluel
- Pronville
- Quéant
- Rumaucourt
- Sains-lès-Marquion
- Sauchy-Cauchy
- Sauchy-Lestrée

## Supresión del cantón de Marquion
En aplicación del Decreto nº 2014-233 de 24 de febrero de 2014, el cantón de Marquion fue suprimido el 22 de marzo de 2015 y sus 17 comunas pasaron a formar parte del nuevo cantón de Bapaume.